# 孟坝区
孟坝区，又作勐坝区，是缅甸联邦第一特区木邦县下辖的一个区。

## 行政区划
孟坝区下辖2个乡镇。